# اکبرآباد (کمیجان)
اکبرآباد روستایی است از توابع شهرستان کمیجان در استان مرکزی. این روستا در بخش میلاجرد این شهرستان قرار دارد . 

## مشخصات منطقه ای
روستای اکبرآباد طبق تقسیمات اخیر کشوری، ازتوابع بخش میلاجرد شهرستان کمیجان می‌باشد . این روستا بامختصات جغرافیایی ۴۹ درجه و ۳۴ دقیقه طول شرقی و ۵۷ درجه و ۴۳ دقیقه عرض شمالی در شمال غربی استان مرکزی قراردارد.فاصله روستای اکبرآباد تا مرکز شهرستان - کیلومتر می‌باشد .

## جمعیت
طبق سرشماری مرکز آمار ایران، جمعیت اکبرآباد در سال ۱۳۸۵ برابر با - نفر بوده‌است. این روستا - خانوار دارد. 